# Boutiers-Saint-Trojan
Boutiers-Saint-Trojan är en kommun i departementet Charente i regionen Nouvelle-Aquitaine i västra Frankrike. Kommunen ligger  i kantonen Cognac-Nord som ligger i arrondissementet Cognac. År 2022 hade Boutiers-Saint-Trojan 1 393 invånare.

## Befolkningsutveckling
Antalet invånare i kommunen Boutiers-Saint-Trojan
Referens:INSEE